# Думитрашко Костянтин Данилович
Думитрашко Костянтин Данилович (8 травня 1814, Золотоноша — 7 травня 1886, Київ) — український письменник, поет, етнограф, перекладач, теолог.

## Життєпис
Народився 8 травня 1814 року, в місті Золотоноша, в родині священника. Навчався в Золотоніській народній школі, а потім вчився у Переяславському духовному училищі, в Полтавській духовній семінарії та Київській духовній академії, яку закінчив 1839 року Після навчання розпочав педагогічну діяльність.
Понад 30 років працював професором російської словесності у Київській духовній академії, певний час викладав французьку мову і латинь, завідував археологічним музеєм, а з 1872 року працював бібліотекарем академії. Але над усе любив рідне слово, тож не дивно, що ще у 30-х рр. ХІХ ст. почав писати українською мовою.
Початок літературної діяльності Костянтина Думитрашка припадає на 1830-ті роки. Літературну діяльність К. Думитрашко розпочав із записів пісень та дум. Першого свого вірша поет написав у Золотоноші, їй і присвятив його. Цей вірш був опублікований у журналі «Маяк» у 1843 році. У 40–50-х роках Думитрашко створив рукописну збірку «Копитькові вірші і пісні», значне місце в якій посідають балади і пісні.
Ще навчаючись у школі, поет збирав фольклор. Частину записаних ним дум і пісень використав у своєму «Збірнику українських пісень» (1849) Михайло Максимович, зокрема такі як дума «Козак Голота», «Три брати Самарські», «Перемога Корсунська».
Найбільшу популярність Костянтин Думитрашко здобув бурлескно-травестійною поемою «Жабомишодраківка» (переробка із старогрецької «Батрахоміомахії»). «Жабомишодраківка, на нашу руську мову перештопав К. Д.» — це була перша спроба українського гекзаметра. Вона вийшла у Санкт-Петербурзі в 1859 році.
Його поезія «До карих очей», написана 1854 року, стала українською народною піснею.
Написав етнографічні праці «Весільні звичаї» (1865), «Святкові колядки та вірші в Малоросії» (1864), «Іван-Купала» (1872). Думитрашко був одним з перших в Україні, хто почав наполягати на вивченні школярами народної поетичної творчості, яка має гарно впливати на формування свідомості шкільної молоді. Це насамперед його праця «Казки та морально-виховне їх значення» (1873).
Писав легенди, балади, перекладав з німецької мови (уперше — взявся до «Фауста» Гете).
Займався також музикою і живописом.
Помер Костянтин Думитрашко 7 травня 1886 року, похований на Київському історичному кладовищі «Щекавиця».

## Творчість
Творчість Думитрашка посідає скромне, але необхідне місце в історії української літератури. Своїми віршами поет довів здатність української мови передавати всі розміри тонічного віршування. Думитрашкова творчість сприяла поширенню тематики українського письменства, становленню окремих його жанрів, розвиткові літературної мови і нового українського письменства.
Талант Думитрашка також цінував Тарас Шевченко, який назвав його «безперечно обдарованою людиною». Твір «Жабомишодраківка» дуже подобався Кобзареві. Як і твір «Часи» з народного циклу «Хома та Ярема».
Думитрашко відомий був і як автор статей з фольклору, на історично-літературні і морально-етичні теми: «Святочні колядки і вірші», «Іван-Купала» та інші.

## Відомі твори
- «До карих очей» —  вірш, який на музику Дениса Бонковського став відомим українським «народним» романсом «Чорнії брови, карії очі».
- «Жабомишодраківка» — бурлескно-травестійна поема, переробка із старогрецької «Батрахоміомахії».